# Square Henri-et-Achille-Duchêne
Pour les articles homonymes, voir Duchêne.
Le square Henri-et-Achille-Duchêne est un square du 14e arrondissement de Paris, dans le quartier de Plaisance.

## Situation et accès
Le site est accessible par le 144-174, rue Vercingétorix et les 239-245, rue d’Alésia.
Il est desservi par la ligne 13 à la station Plaisance.

## Origine du nom
Cet espace vert rend hommage à Henri Duchêne (1841-1902), paysagiste, et à son fils, Achille Duchêne (1866-1947), paysagiste également.